# Степанов, Алексей Михайлович
Алексей Михайлович Степанов (12 июля 1948, Ленинград, РСФСР, СССР — 29 марта 2015, Москва, Российская Федерация) — советский и российский дирижёр, заслуженный артист Российской Федерации (1994).

## Биография
С 5 лет обучался игре на фортепиано, пел в хоре мальчиков при Академической капелле имени Глинки.
В 1965 г. окончил с отличием хоровое училище (педагоги: по классу дирижирования — И. И. Попов, по классу фортепиано — В. В. Булгаков), в 1970 г. — Ленинградскую консерваторию им. Н. А. Римского-Корсакова (класс Е. Кудрявцевой, И. Мусина). В 1975 г. окончил Московскую консерваторию им. П. И. Чайковского (класс Л. Гинсбурга, Э. Денисова), в 1977 г. — аспирантуру Московской консерватории.
В 1977—2005 гг. — дирижёр Большого театра. В его репертуаре около сорока оперных и балетных спектаклей, среди которых «Снегурочка», «Сказание о невидимом граде Китеже», «Царская невеста», «Псковитянка», «Млада», «Сказка о царе Салтане», «Золотой Петушок» и «Моцарт и Сальери» Н. Римского-Корсакова, «Борис Годунов», «Хованщина» М. Мусоргского, «Князь Игорь» А. Бородина, «Евгений Онегин», «Пиковая Дама», «Мазепа», «Орлеанская Дева», «Иоланта» П. Чайковского, «Жизнь за Царя» («Иван Сусанин») М. Глинки, «Дуэнья», «Любовь к трём апельсинам», «Повесть о настоящем человеке» С. Прокофьева, «Мёртвые души», «Чайка» Р. Щедрина, «Риголетто», «Дон Карлос», «Аида», «Бал-маскарад» Дж. Верди, «Богема», «Тоска» Дж. Пуччини, «Лючия ди Ламмермур» Г. Доницетти, «Свадьба Фигаро» В. А. Моцарта и другие.
Выступал с лучшими симфоническими оркестрами с классическим и современным репертуаром. Гастролировал в Европе, США, Японии.
В 2006—2012 гг. — дирижёр Национального филармонического оркестра России.

## Награды и звания
- Медаль ордена «За заслуги перед Отечеством» (2001).
- Заслуженный артист Российской Федерации (29 августа 1994) — за заслуги в области музыкального искусства